# いちやまマート
株式会社いちやまマート（英: Ichiyamamart Corporation.）は、山梨県全域および長野県諏訪地域に店舗展開する、主に食品・住宅関連品・衣料品を取り扱うスーパーマーケット。本部は中央市若宮にある。

## 概要
山梨県内ではオギノに次ぐ位置にあるスーパーマーケットである。添加物を使用しないプライベートブランドである 美味安心 や、減塩、糖質カットを表示した惣菜や弁当など健康を意識した食品を多く販売している。
店舗はいちやまマート直営のスーパーマーケットを核に様々な専門店が数店舗同居している。入居している専門店は各店舗によって違うため、店舗一覧にある外部リンクを参照のこと。
なお、スーパーマーケット単体の店舗の場合は「いちやまマート」。他のテナントとの複合店舗形態の場合は「イッツモア」と称している。

## 沿革
- 1945年（昭和20年） - 菓子・果実店として創業[2]。
- 1952年（昭和27年） - 母体となる菓子卸会社、塩山館が設立される[2]。
- 1964年（昭和39年） - 甲府市にスーパーマーケットを出店[2]。塩山館の別会社として会社設立[2]。
- 1993年（平成5年）2月1日 - 塩山館を吸収合併[2]。

## 店舗一覧
店舗情報一覧参照

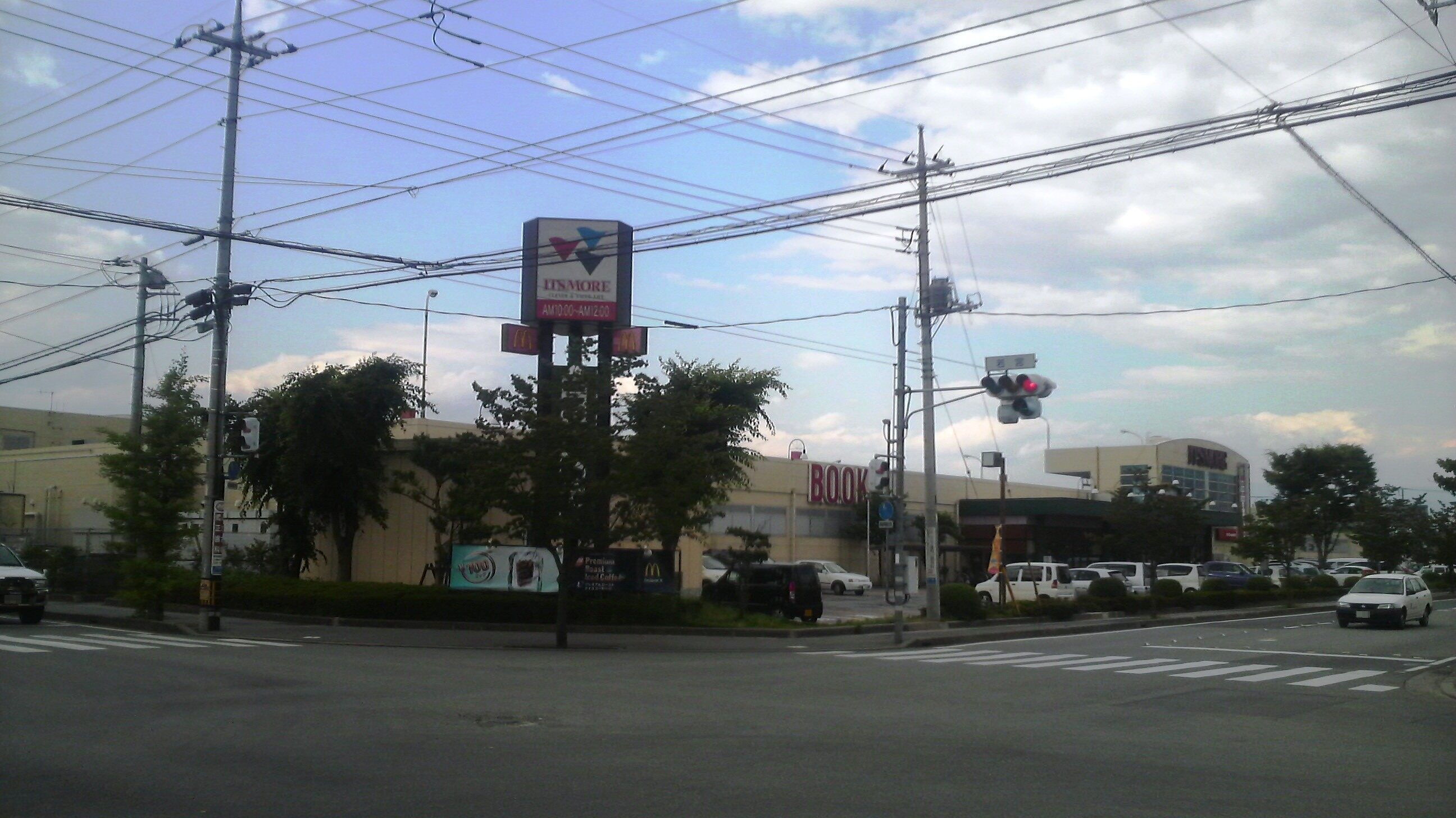
イッツモア玉穂ショッピングセンター 2008年6月13日撮影
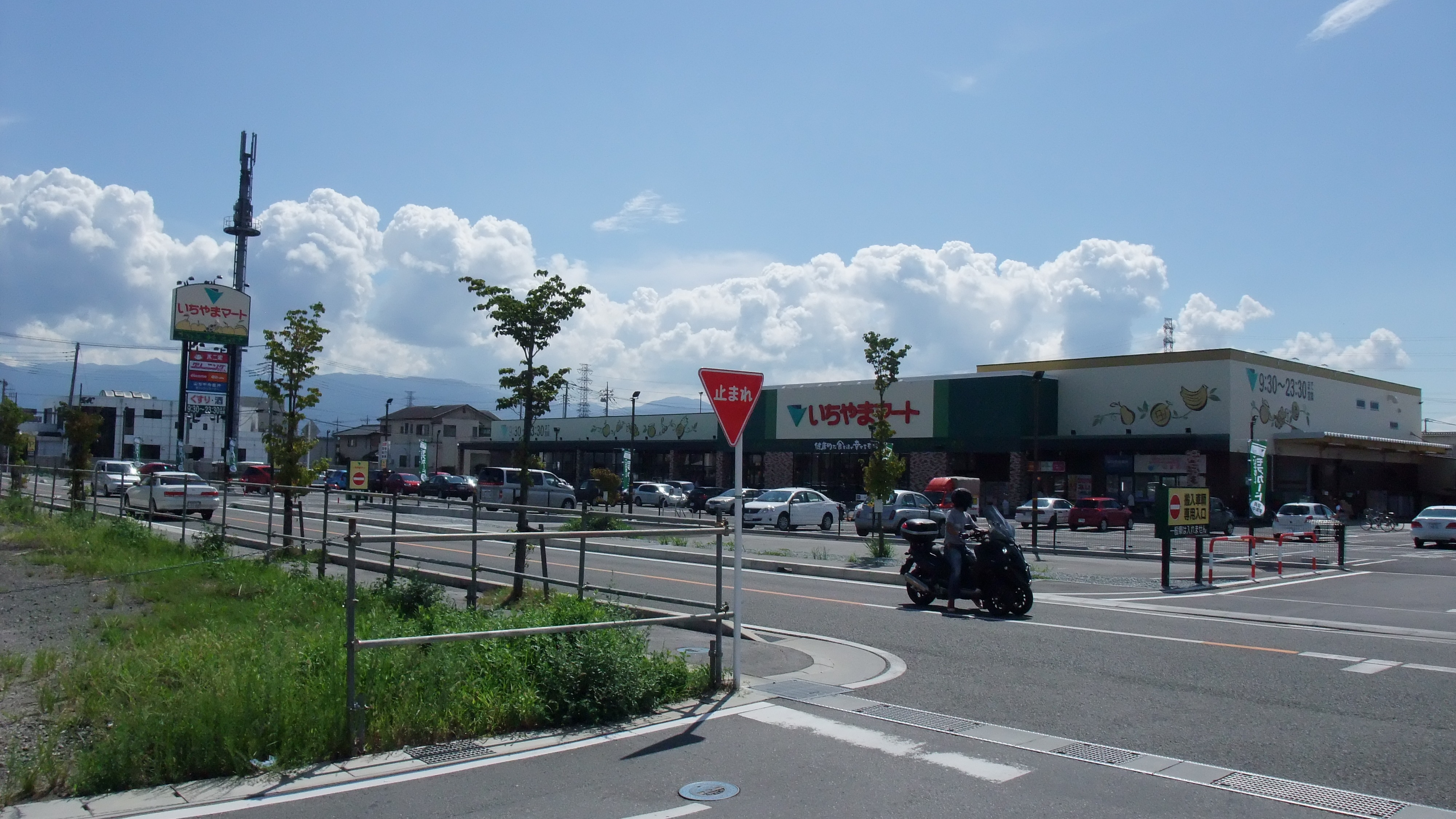
徳行店 2010年9月18日撮影
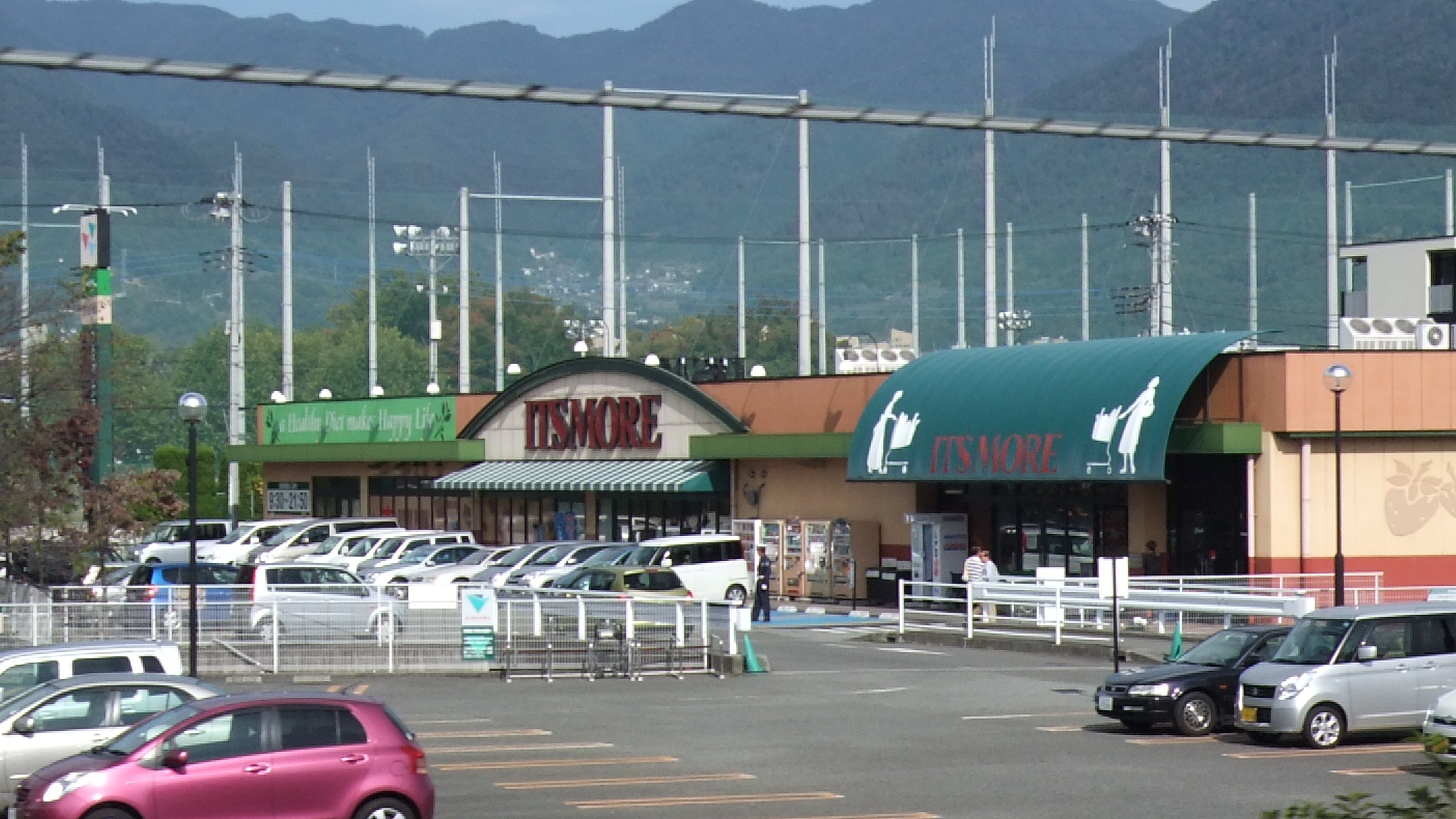
イッツモア塩部店 2010年10月23日撮影
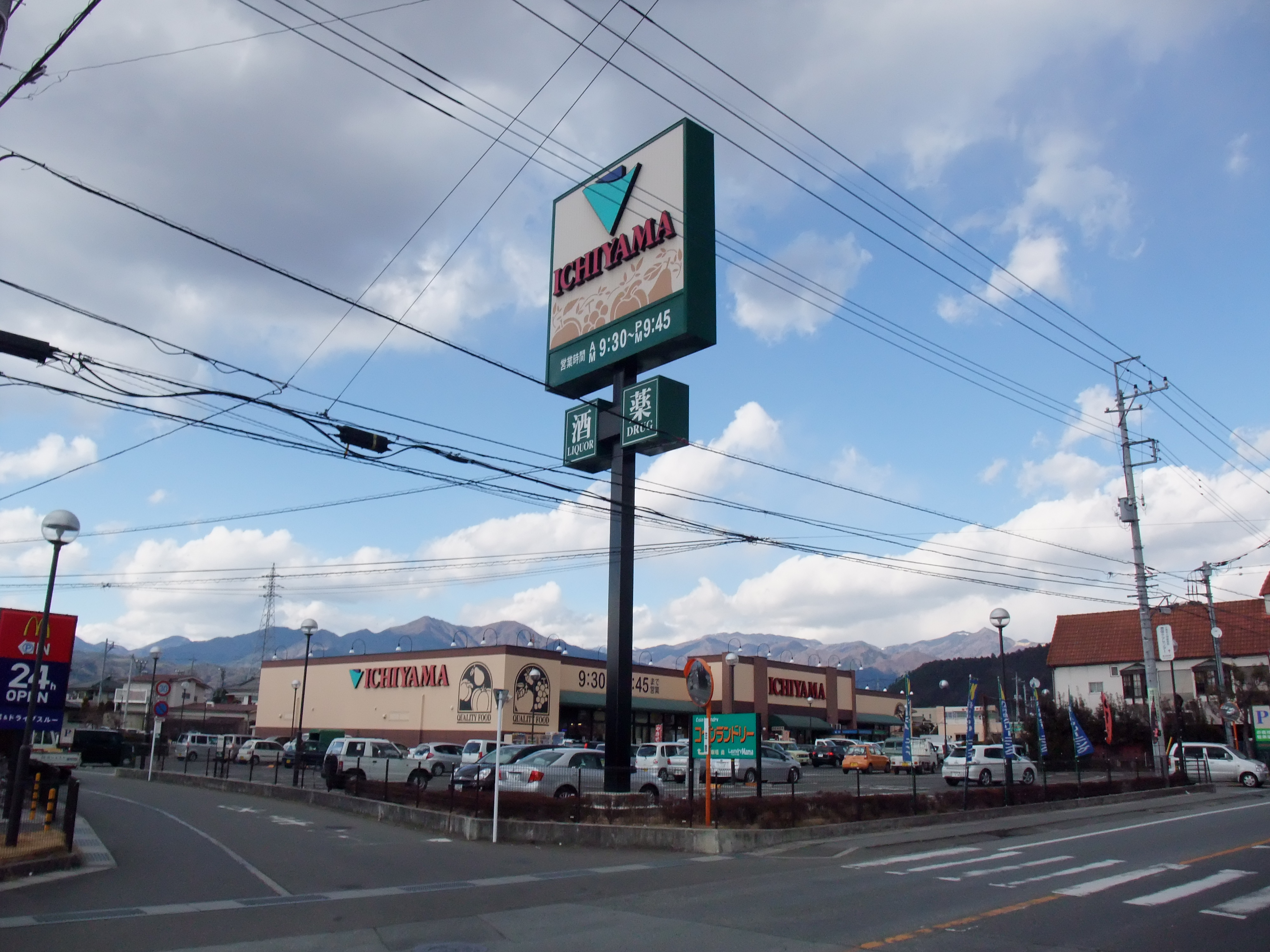
塩山店 2011年1月26日撮影

### かつて存在した店舗
- 宝店
- （旧）塩部店
- 三吉店（双葉店オープンに伴い閉店[3]。跡地に日向が出店したが、わずか2年ほどで撤退し、現在は建物は取り壊されている）[要出典]
- 北口店（武田1-2-19[4]、1999年（平成11年）5月、赤坂店が同年7月にオープンに伴い閉店[3]。）
  - 店舗面積330m2[4]。
- 和戸店（増坪店として移転）[要出典]
- 貢川店（徳行店オープンに伴い2010年（平成22年）7月19日閉店。跡地は現在、ファミリーマート甲府貢川店になっている）[要出典]
- 小笠原店（現在は改装され南アルプス市小笠原総合福祉プラザになっている）[要出典]
- 竜王店 ※現在は万代書店山梨本店・じゅうたん王国甲府竜王店になっている。[要出典]
- 塩山館（塩山市上於曾1736[5]）
  - 店舗面積99m2[5]。
  - 映画館を改装した店舗だった[要出典]
- 上吉田店（城山店として移転）[要出典]

子会社の美味安心のアンテナショップが、中目黒に、2009 - 2011年にあった。

### 実現しなかった店舗
- 旧辰野サティ跡地に出店を計画し、パート店員等の教育を近隣店舗で進める最中山梨県内の売上強化等を理由に出店計画を撤回したが、その後岡谷店を出店している

## 不祥事

### 労働基準法違反、虚偽報告
2005年10月3日、甲府労働基準監督署は社長の三科ら幹部2人と法人としてのいちやまマートを労働基準法違反の疑いで甲府地検に書類送検した。2005年2月から8月にかけて玉穂店の従業員39人の時間外労働賃金619万円を支払わなかったうえ、5月の労基署の是正勧告に対して、不足分を支払ったとする虚偽の報告をした。

## テレビ番組
- 日経スペシャル カンブリア宮殿 全国に広がる健康食品ブランド 山梨発！独自戦略のローカルスーパー（2016年11月17日、テレビ東京）[7]